# Alectoris
Alectoris is een geslacht van vogels uit de familie van de fazantachtigen (Phasianidae).
De leden van deze familie worden steenpatrijzen genoemd, omdat de meeste van deze patrijzen op kale, rotsachtige grond voorkomen. 

## Soorten
Het geslacht kent de volgende soorten:
- Alectoris barbara – Barbarijse patrijs
- Alectoris chukar – Aziatische steenpatrijs
- Alectoris graeca – Steenpatrijs
- Alectoris magna – Chinese steenpatrijs
- Alectoris melanocephala – Arabische steenpatrijs
- Alectoris philbyi – Philby's steenpatrijs
- Alectoris rufa – Rode patrijs